# Peter Gerber (Boxer)
Peter Gerber (* 15. August 1944; † 24. Dezember 2020) war ein deutscher Boxer. Er war 1965 und 1967 Vize-Europameister der Amateure im Halbschwergewicht.

## Werdegang
Peter Gerber wuchs in Bremen auf und begann dort als Jugendlicher mit dem Boxen. Nach seinem Abitur trat er in die Bremer Schutzpolizei ein und wurde Mitglied des Polizei SV Bremen. Sein Trainer war Otto Lindner. Im Jahre 1962 gelang ihm ein erster großer Erfolg, er wurde deutscher Juniorenmeister im Halbmittelgewicht.
Auch bei den Senioren fand Peter Garber rasch Anschluss an die deutsche Spitzenklasse. 1964 wurde er erstmals deutscher Meister im Halbschwergewicht durch einen Punktsieg im Finale über Horst Schippers aus Hamburg. Den Sprung zu den Olympischen Spielen in Tokio, bei der Deutschland durch eine gesamtdeutsche Mannschaft vertreten wurde, schaffte er allerdings nicht.
Im Jahre 1965 gewann Peter Gerber durch einen Punktsieg im Finale über Lothar Stengel aus Kaiserslautern zum zweiten Mal die deutsche Meisterschaft im Halbschwergewicht. Auch bei seinem ersten Start bei einer großen internationalen Meisterschaft, der Europameisterschaft der Amateure in Ost-Berlin, vermochte er zu überzeugen. Er siegte dort über Hans Christie, Irland und Stanislaw Dragan aus Polen nach Punkten und schlug im Halbfinale auch Bernd Anders aus der DDR sicher nach Punkten. Im Finale traf der Supertechniker dann auf den physisch sehr starken sowjetischen Meister Dan Pozniak, gegen den er nach Punkten unterlag. Er war damit Vize-Europameister 1965 im Halbschwergewicht.
1966 wurde Peter Gerber zum dritten Mal deutscher Halbschwergewichtsmeister. In Duisburg besiegte er im Finale Kurt Morwinsky aus Ludwigsburg nach Punkten. Internationale Meisterschaften fanden in diesem Jahr keine statt.
Nach seinem erneuten Titelgewinn bei der deutschen Meisterschaft startete Peter Gerber 1967 in Rom wieder bei der Europameisterschaft. Es besiegte dort Szabolcs Mathe aus Ungarn und Brian Sandy aus England nach Punkten und im Halbfinale gewann er über Cosimo Pinto aus Italien sogar durch techn. KO in der 3. Runde. Im Finale traf er erneut auf Dan Pozniak, gegen den er wieder nach Punkten verlor. Damit war er erneut Vize-Europameister.
In den Jahren 1965, 1967 und 1969 wurde Peter Gerber außerdem deutscher Polizeimeister.
Im Jahre 1968 beendete er dann noch vor den Olympischen Spielen in Mexiko-Stadt seine internationale Boxerlaufbahn, weil er die Chance erhielt, bei der Polizei in den höheren Dienst aufzusteigen, und dazu wichtige Lehrgänge besuchen musste.
Dem Boxen blieb er aber noch von 1968 bis 1975 als Cheftrainer beim Polizei SV Bremen erhalten.    
Er war Vater von zwei Kindern und Großvater von drei Enkelkindern.

## Länderkämpfe von Peter Gerber
- 1964 in Stuttgart, BRD gegen Polen, unentschieden gegen Wladyslaw Dragan,
- 1965 in Hannover, BRD gegen England, Punktsieger über Whistler,
- 1965 in Hamburg, BRD gegen Rumänien, unentschieden gegen Ion Monea,
- 1965 in Wolfsburg, BRD gegen Rumänien, Punktsieger über Ion Monea,
- 1965 in London, England gegen BRD, Punktsieger über Peter Tighe,
- 1966 in Bukarest, Rumänien gegen BRD, Punktniederlage gegen Ion Monea,
- 1966 in Constanța, Rumänien gegen BRD, Punktsieger über Trandafir,
- 1966 in Berlin, BRD gegen USA, Punktsieger über John Griffin,
- 1967 in Memphis, USA gegen BRD, Punktsieger über Jerry Evans,
- 1967 in Syracuse, USA gegen BRD, Punktsieger über Leonard Hutchins

## Belege
1. ↑  Ehemaliger Bremer Spitzenboxer Peter Gerber verstorben. Der Polizeidirektor mit dem Boxer-Herz. In: Weser-Kurier. 5. Januar 2021, abgerufen am 14. Januar 2021.

| Personendaten    | Personendaten     |
| ---------------- | ----------------- |
| NAME             | Gerber, Peter     |
| KURZBESCHREIBUNG | deutscher Boxer   |
| GEBURTSDATUM     | 15. August 1944   |
| STERBEDATUM      | 24. Dezember 2020 |